# Ольга Самарофф
Ольга Самарофф (англ. Olga Samaroff, настоящее имя Люси Мэри Агнес Хикенлупер, англ. Lucy Mary Agnes Hickenlooper; 8 августа 1880 года, Сан-Антонио, Техас — 17 мая 1948 года, Нью-Йорк) — американская пианистка и музыкальный педагог.
Люси Хикенлупер выросла в Техасе, однако когда у неё обнаружился музыкальный талант, её послали учиться в Париж, потому что в США в конце XIX века не было своих достаточно авторитетных педагогов. В Парижской консерватории Хикенлупер занималась у Антуана Франсуа Мармонтеля и Эли Мириама Делаборда; затем она также училась в Берлине у Эрнста Йедлички.
В 1904 году развод с первым мужем, русским инженером Борисом Луцким, с которым она познакомилась в Берлине (1900), и потери семейного бизнеса в техасском городе Галвестон, разрушенном ураганом, вынудили Люси Хикенлупер вернуться в США и попытаться начать профессиональную карьеру. Этому мешали тяжёлое для произношения имя и собственное американское происхождение пианистки: местная публика больше доверяла мастерству иностранцев, — и по совету своего агента Хикенлупер взяла русский псевдоним — имя дальней родственницы.
В 1905 году Ольга Самарофф стала первой женщиной, выступившей с дебютным концертом в нью-йоркском Карнеги-холле, на свои деньги арендовав зал и оркестр. Её исполнение Первого фортепианного концерта Чайковского было признано исключительно успешным и положило начало успешной гастрольной карьере. На рубеже 1900-х — 1910-х годов в жизнь Самарофф вошло знакомство с Леопольдом Стоковским — в тот период ещё малоизвестным дирижёром и органистом. В 1911 году Стоковский и Самарофф вступили в брак, а в 1912 гоу Самарофф, гораздо более известная к этому времени, добилась назначения Стоковского на пост главного дирижёра знаменитого Филадельфийского оркестра. Развод Стоковского с Самарофф из-за его романа с Гретой Гарбо в 1923 году стал достоянием светской хроники.
С 1925 года, в результате травмы плеча, а также и в силу определённого психологического надлома после расставания с мужем, Ольга Самарофф закончила свою исполнительскую карьеру и полностью переключилась на преподавание (а также отчасти на музыкальную критику). Она работала в Филадельфийской консерватории, а в 1924 году была приглашена преподавать в новосозданную Джульярдскую школу музыки, где осталась до конца жизни. В числе её учеников были выдающиеся пианисты Уильям Капелл, Рэймонд Левенталь, Розалин Турек и другие. Кроме того, Самарофф интересовалась вопросами преподавания фортепианной игры музыкантам-любителям и в 1933 году основала Любительские музыкальные курсы (англ. The layman's music courses) в составе консерватории Маннеса и преподавала на них вместе с ассистентками-однофамилицами Хадди Джонсон и Харриет Джонсон. В 1939 году Самарофф опубликовала автобиографию «История американского музыканта» (англ. «An American Musician’s Story»).